# Genus irritabile vatum
Genus irritabile vatum (letteralmente: «irritabile genia [quella] dei vati») è una locuzione latina divenuta proverbiale, usata da Orazio (secondo libro delle Epistole, 2, v. 102) per esprimere la naturale suscettibilità dei poeti; è usata oggi anche estensivamente con allusione al carattere talora scontroso di quanti hanno familiarità con la poesia, con l'arte in genere o con gli studi.